# Paixão de Weimar

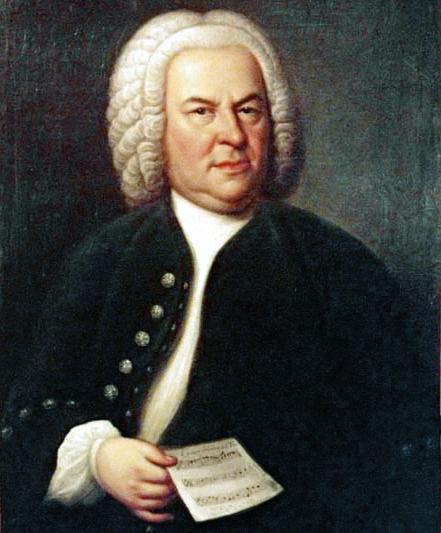
Johann Sebastian Bach, o compositor da obra.

O termo Paixão de Weimar se refere a uma Paixão de Cristo de Johann Sebastian Bach escrita em 1712 na cidade de Weimar e até hoje perdida e desconhecida.